# Cebrennus rungsi
Espèce
Cebrennus rungsi est une espèce d'araignées aranéomorphes de la famille des Sparassidae.

## Distribution
Cette espèce est endémique du Maroc. Elle se rencontre dans le Souss.

## Description
La carapace du mâle holotype mesure 6,3 mm sur 5,1 mm et l'abdomen 5,3 mm de long sur 4,0 mm.

## Étymologie
Cette espèce est nommée en l'honneur de Charles E. Rungs.

## Publication originale
- Jäger, 2000 : The huntsman spider genus Cebrennus: four new species and a preliminary key to known species. Revue arachnologique, vol. 13, no 12, p. 163-186 (texte intégral).